# Carpats

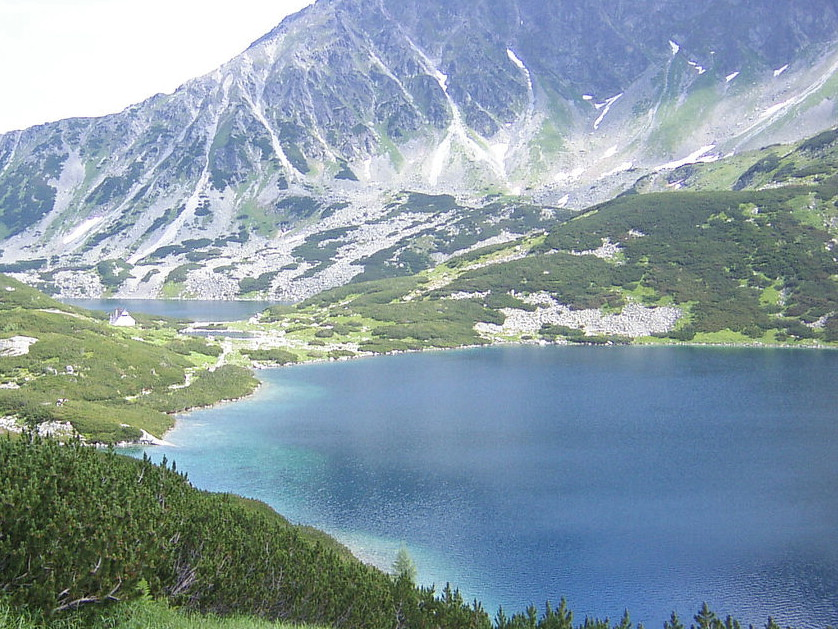
Els Carpats occidentals interiors a Polònia (els monts Tatra)

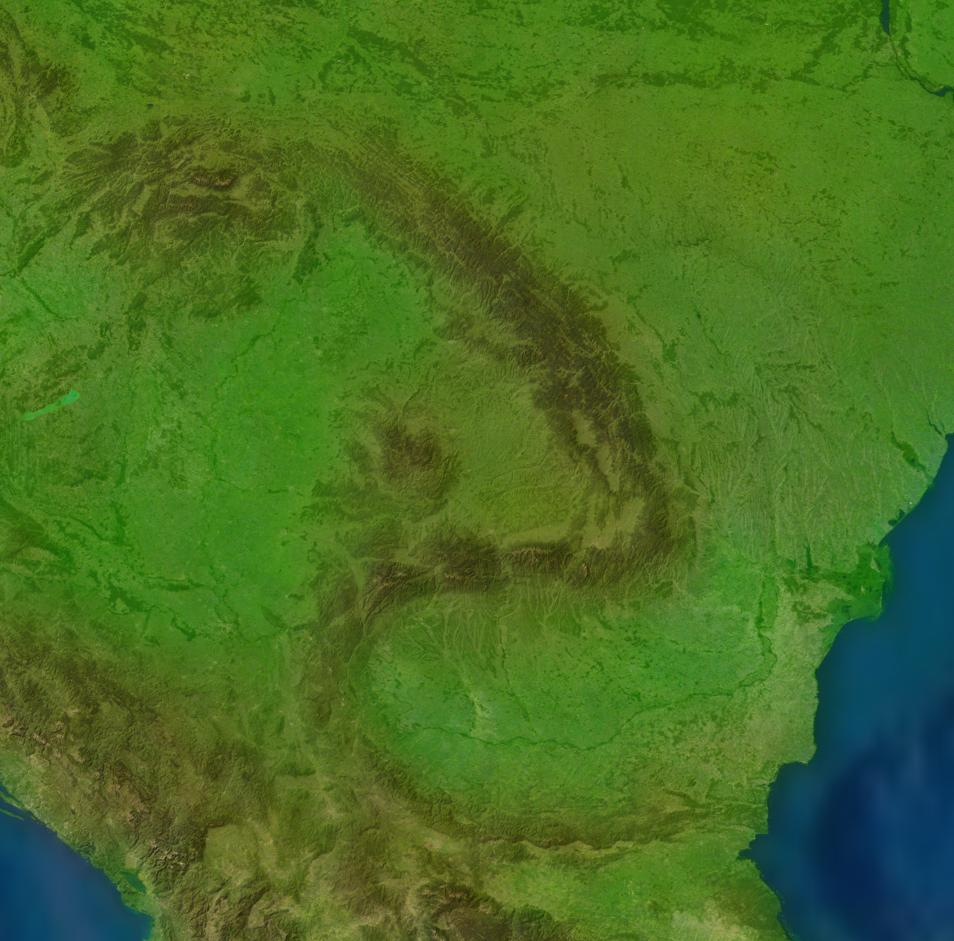
Imatge satèl·lit dels Carpats. Es veuen el delta del Danubi, el liman del Dnièster i la mar Negra a la dreta

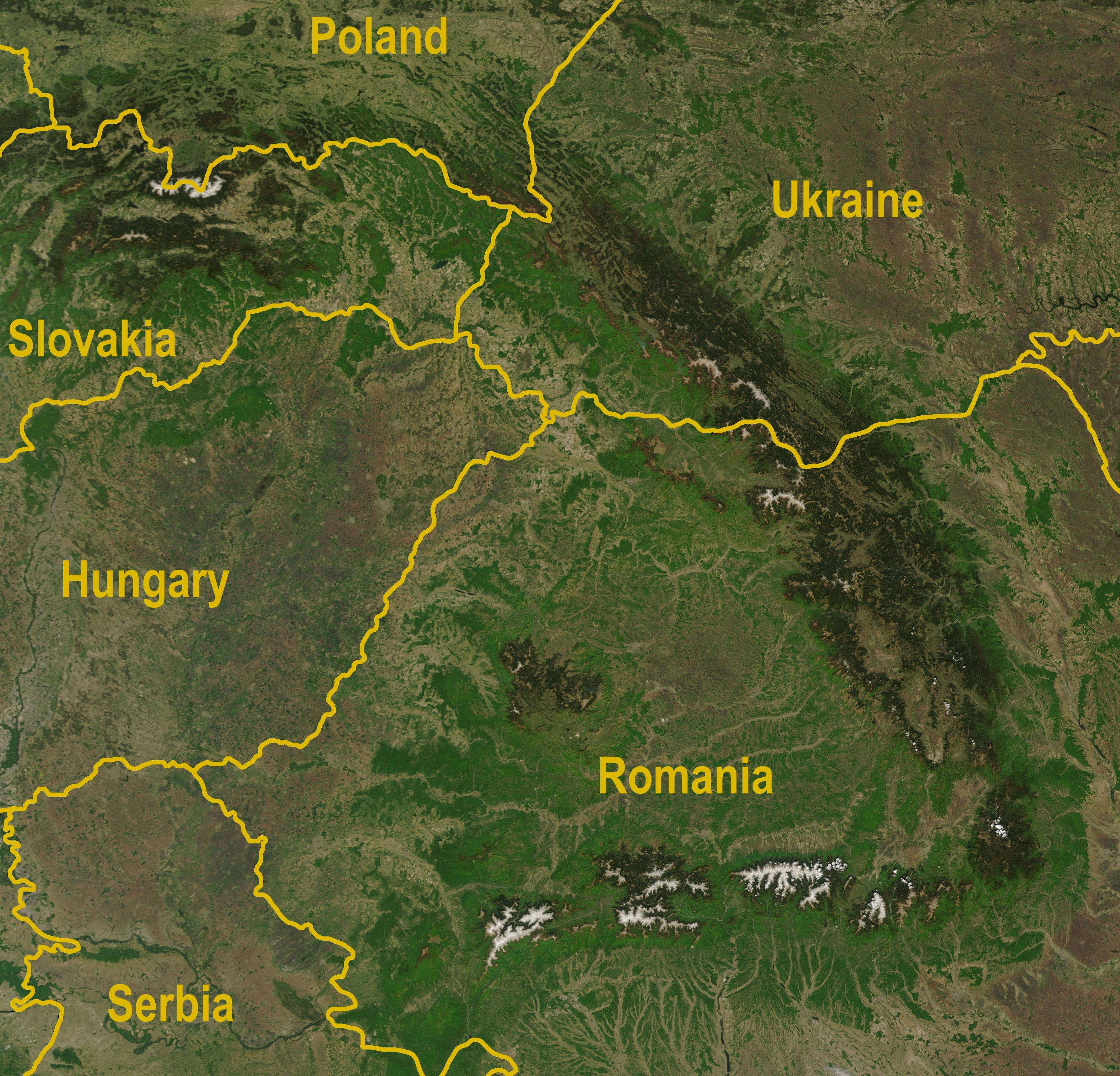
Una altra imatge satèl·lit des de més a prop, amb els països indicats (en anglès)

Els Carpats (en romanès: Carpaţi; en polonès, txec i eslovac: Karpaty; en ucraïnès i serbi: Карпати, Karpaty; en alemany: Karpaten; en hongarès: Kárpátok) constitueixen la part oriental del sistema muntanyós central d'Europa, que comprèn també els Alps, que en serien la part occidental. També són coneguts com a Alps orientals o Alps de Transsilvània.

## Nom
Els Carpats segurament s'anomenen així per la tribu dàcia dels carps, que hi vivien al vessant oriental, a Moldàvia, el nom dels quals podria provenir d'un antic terme indoeuropeu que significa 'pedra'.

## Origen
No és aventurat pensar que s'hagin format pels al·luvions arrossegats pel Danubi provinents dels Alps.

## Geografia
S'estenen en un gran arc que abasta els territoris d'Àustria, Eslovàquia, la República Txeca, Polònia, Hongria, Ucraïna, Romania i Sèrbia. Culminen a 2.655 m al mont Gerlachovský (Gerlachovský štít, pronunciat: Gerlakhouski xtit), als monts Tatres o Tatra, a Eslovàquia, a 2.544 m al mont Moldoveanu a Romania i a 2.499 m al mont Rysy a Polònia.
|  | Grans divisions del massís : 1. Carpats occidentals exteriors 2. Carpats occidentals interiors 3. Carpats orientals exteriors 4. Carpats orientals interiors 5. Carpats meridionals 6. Carpats occidentals romanesos 7. Altiplà de Transsilvània 8. Carpats serbis Rius: a = Vístula; b = Danubi; c = Tisza; d = Sava; e = Dnièster; f = Prut Estats: CZ = República Txeca; PL = Polònia; UA = Ucraïna; AT = Àustria; SK = Eslovàquia; HU = Hongria; RO = Romania; HR = Croàcia; BH = Bòsnia-Hercegovina; RS = Sèrbia; BG = Bulgària |

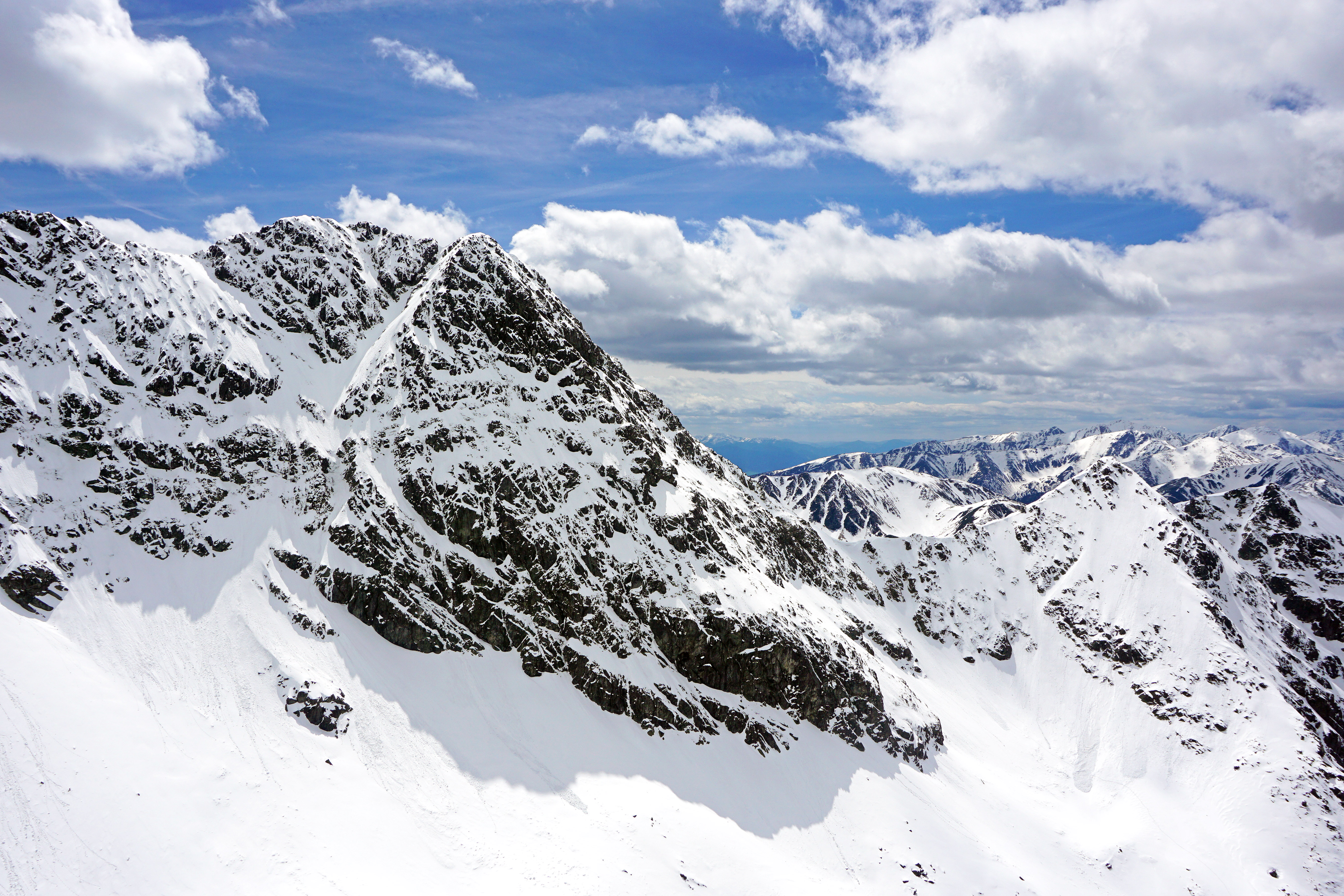
Vista de Svinica des de Kościelec a les muntanyes Tatra, Polònia.

Dins d'aquests Estats, les regions següents tenen part del seu territori cobert pels Carpats:
- Àustria:
  - Baixa Àustria
- Hongria:
  - comtat de Pest
  - comtat de Nógrád
  - comtat de Heves
  - comtat de Borsod-Abaúj-Zemplén
- Txèquia:
  - Moràvia del Sud
  - Regió de Zlín
  - Olomouc
  - Regió de Moràvia-Silèsia
  - Valàquia morava
- Eslovàquia:
  - Regió de Bratislava
  - Regió de Nitra
  - Regió de Trenčín
  - Regió de Trnava
  - Regió de Banská Bystrica
  - Regió de Žilina
  - Regió de Košice
  - Regió de Prešov
- Polònia:
  - Galítsia
- Ucraïna:
  - Província de Lviv
  - Óblast d'Ivano-Frankivsk
  - Transcarpàcia
  - Província de Txernivtsí
- Romania:
  - Bucovina
  - Maramureș
  - Moldàvia
  - Transsilvània
  - Banat
  - Valàquia
- Sèrbia:
  - Portes de Ferro

La serralada dels Carpats està separada dels Alps pel Danubi i s'estén per diversos països d'Europa Central. Abasta una superfície del 53% a Romania, el 17% a Eslovàquia, el 10% a Ucraïna, el 9% a Polònia, el 4% a Sèrbia i Hongria el 2% a la República Txeca i el 0,2% a Àustria. Està dividida en vuit regions:
1. els Carpats Occidentals Exteriors;
2. Carpats occidentals interiors;
3. els Carpats Orientals Exteriors;
4. Carpats orientals interiors;
5. Carpats meridionals o Alps de Transsilvània;
6. Carpats occidentals romanesos;
7. l'altiplà de Transsilvània;
8. els Carpats serbis.

També es parla:
- Beskids per referir-se al massís situat al nord-est de la República Txeca, al nord-oest d'Eslovàquia, al sud de Polònia i a l'oest d'Ucraïna (Carpats Occidentals Exteriors i Carpats Orientals Exteriors);
- Muntanyes Bieszczady (Carpats orientals exteriors);
- Tatras, a la part més alta, a cavall de Polònia i Eslovàquia, Tatras a l'interior dels Carpats occidentals;
- els Petits Carpats (Malé Karpaty en eslovac) per referir-se al lloc de naixement dels Carpats a Bratislava.

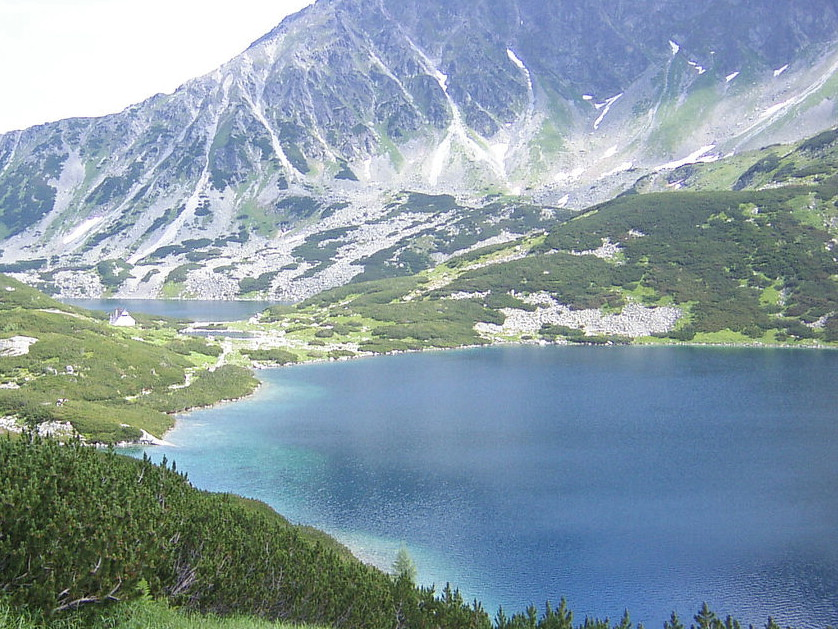
Carpats occidentals interiors a Polònia (Tatras).
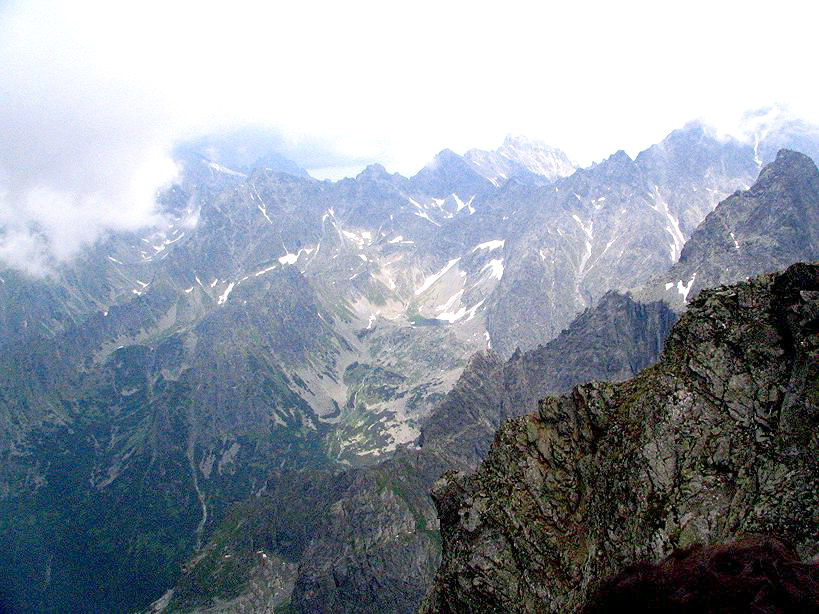
Carpats occidentals interiors a Polònia (Tatras-Rysy).
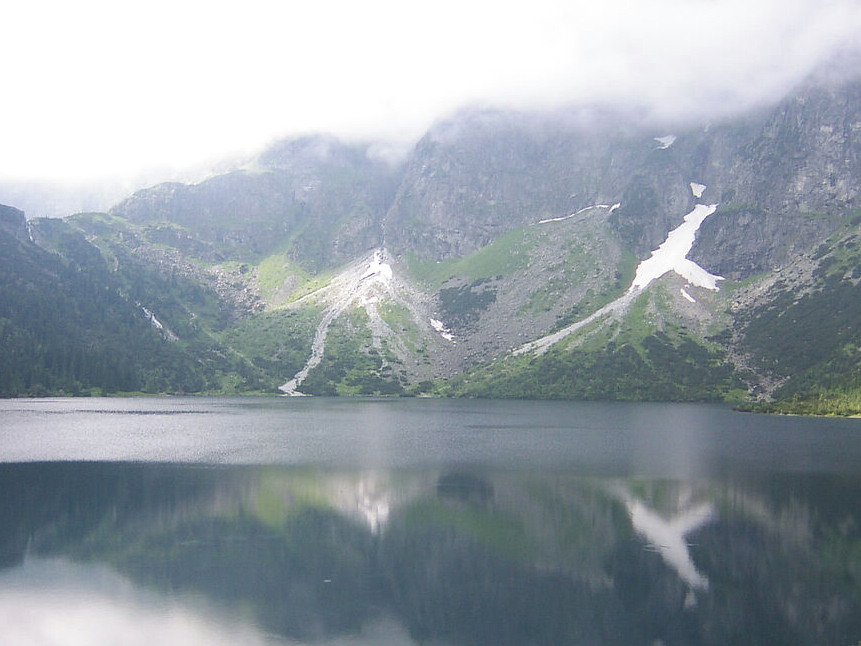
Carpats occidentals interiors a Polònia (Morskie Oko).
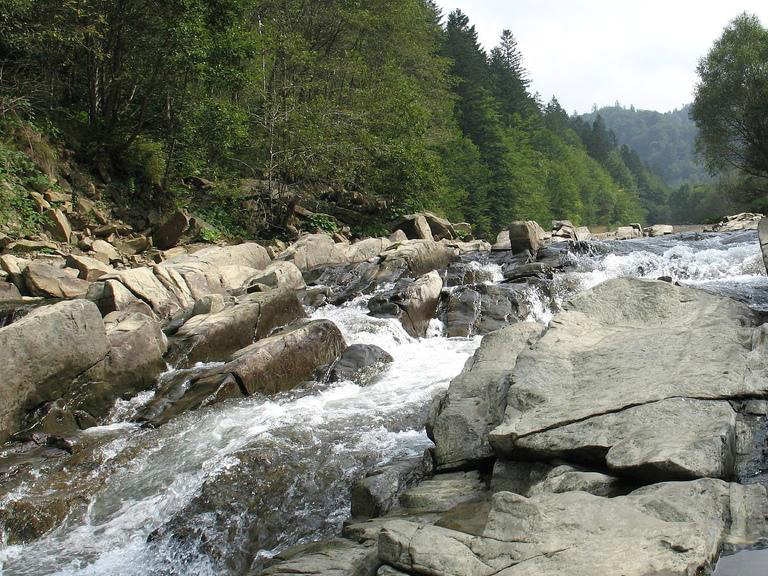
Carpats orientals exteriors a Polònia (Bieszczady-Sine Wiry).
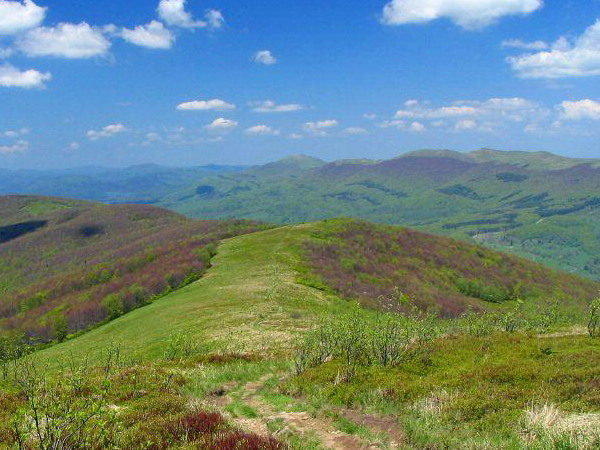
Carpats orientals exteriors a Polònia (Bieszczady-Poloniny).
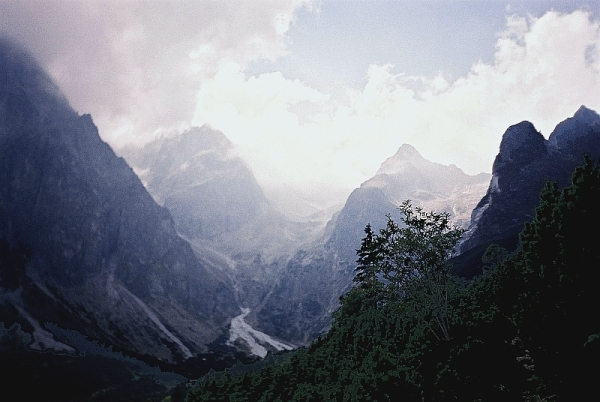
Carpats a Eslovàquia (Tatras).

### Hidrografia
L'escorrentia d'aigua dels Carpats dona lloc a uns 90 % a la mar Negra. El Danubi i el seu afluent el Prut, així com el riu Dnièster s'apropen als Carpats i tots desemboquen a la mar Negra. Només les aigües dels flancs nord, a Eslovàquia i principalment a Polònia, desemboquen a la mar Bàltica a través del Vístula i també en part de l'Òder. El Vístula, el Dnièster i diversos afluents del Danubi (Váh, Tisza, Olt, Siret, Prut) tenen el seu origen als Carpats. Aquests rius experimenten les seves crescudes a la primavera (març - abril) i a l'estiu (juny - juliol), aquest últim acostuma a ser el més fort. La importància d'aquestes inundacions en general es veu reforçada per les pobres qualitats de percolació dels sòls. Els principals embassaments (entre una cinquantena dels Carpats) es troben a la frontera romanesa-sèrbia, a la vall de Bistrița a Romania, a la vall de San a Polònia i a la vall d'Orava a Eslovàquia. Encara que hi ha uns 450 llacs als Carpats, representen una àrea de menys de 4 km². A l'alta muntanya, el seu origen és principalment glacial.

### Geologia
Els Carpats formen part de l'orogènesi alpina, el seu sorgiment va començar al començament del Cenozoic quan la tectònica de plaques va acostar les plaques africana i eurasiàtica, tancant progressivament l'oceà Tetisià que les separava abans. En aquest context, les microplaques pannòniques (sota la conca del mig Danubi), mòsica (sota la conca del baix Danubi) i sàrmatica (al nord de la conca pòntica) han estat comprimides les unes contra les altres, fent elevar-se entre elles els sediments marins: són els actuals Carpats. El vulcanisme hi va ser actiu fins a períodes molt recents (abans del present a les muntanyes Harghita) i un fort termalisme residual ho testifica. El moviment continua i provoca regularment terratrèmols a Romania (epicentre de Vrancea a la unió de les tres plaques, formant el «colze dels Carpats»).
Durant les fases glacials i interglacials que es van succeir durant els dos darrers milions d'anys, grans masses d'aigua de fosa van omplir la conca Pannònica (actual Hongria oriental) i Pontica (actual Mar Negra), després les aigües del primer van passar al segon a través de la desfilada de les Portes de Ferro i, al final de l'última fase glacial, les aigües del Mediterrani van envair a través del Bòsfor la conca Pontica, transformant el llac en mar salobre (la Mar Negra). El treball de l'erosió va donar als Carpats la geomorfologia actual i va excavar la majoria de les actuals gorges.
Els Carpats es componen de sistemes geològics paral·lels.
Els Carpats exteriors (de Viena, a través de Moràvia, al llarg de la frontera entre Polònia i Txecoslovàquia, a través de l'oest d'Ucraïna,Els Carpats exteriors (de Viena, a través de Moràvia, al llarg de la frontera entre Polònia i Txecoslovàquia, a través de l'oest d'Ucraïna, i acabant al nord de Bucarest) estan composts per flysch. S'hi troben moltes capes de carriatge, com la capa de Skole i la de Magura a la seva part oriental, i la capa silesiana o la de Targau a la seva part occidental. Aquestes dues zones estan separades per la depressió central carpàtica.
Els Carpats Interiors estan composts per diversos conjunts, amb el bloc central eslovac a l'oest, el bloc oriental carpàtic i el bloc austral carpàtic a l'est. El massís Bihor, a les muntanyes Apuseni, a Romania, ocupa el centre. Aquestes roques estan constituïdes al voltant de nuclis cristal·lins i metamorfs, amb addicions de roques sedimentàries més joves, de l'era Mesozoica, principalment calcàries i dolomitiques.

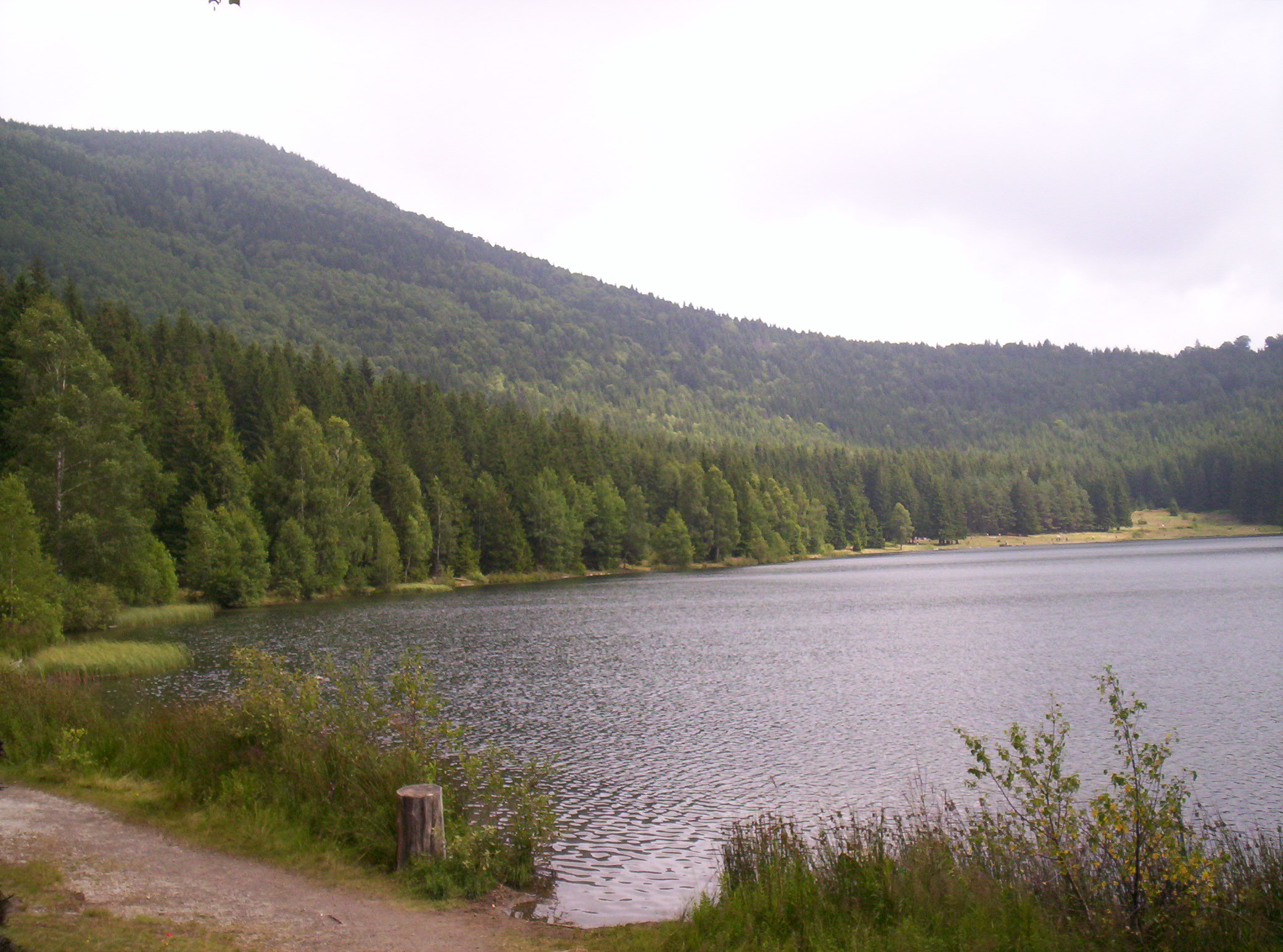
Llac volcànic Sfânta Ana prop de Miercurea-Ciuc a Romania.

L'arc més interior està format per roca volcànica del terciari (format fa menys anys). A l'oest, aquest arc és més consistent que a l'est, on no forma més que una línia recta, paral·lela a la falla que segueix el massís. L'altiplà de Transsilvània separa aquest conjunt dels Carpats del sud.
El bloc central eslovac està separat en diverses massissos muntanyencs per diverses conques plenes de roques terciàries més joves.
A Romania, els moviments orogènics van tenir lloc al llarg dels Carpats exteriors fins al final del terciari (fa menys anys), produint plecs i moviments a les roques sedimentàries de la depressió subcarpàtica, formant una serralada relativament menor al llarg dels Carpats.

### Clima
El clima dels Carpats és de tipus continental. Els hiverns poden ser molt freds amb nevades freqüents i temperatures mitjanes d'hivern que oscil·len entre -12 i 3 °C. Els estius poden ser abrasius i generalment assolellats, amb temperatures mitjanes d'estiu que oscil·len entre 19 i 38 °C. Les pluges es concentren sobretot al setembre i generalment cauen en forma de tempestes violentes.

## Ecosistema
L'explotació forestal ha marcat fortament el paisatge. En la dècada del 1930, es van crear les primeres reserves naturals. Encara que el 16% de la regió està protegida de l'una o l'altra forma, l'explotació forestal, el desenvolupament posa en perill l'equilibri. Aquest també es veu afectat per la contaminació de l'aire i de l'aigua, les instal·lacions turístiques i esportives. Els rius queden de vegades bloquejats per les instal·lacions hidroelèctriques. Les construccions de noves autopistes pertorben la continuïtat dels hàbitats. La biodiversitat es veu amenaçada per la substitució dels boscos tradicionals, els monocultius i l'abandó de les formes tradicionals d'agricultura. La caça furtiva (principalment a Ucraïna) constitueix un perill per a algunes espècies animals.

### Fauna salvatge
Més d'un terç de tots els grans carnívors silvestres d'Europa es troben als Carpats, així la regió acull les poblacions més importants d'Europa d'óssos bruns (alguns milers), llops (més de) i linx (més d'un miler). I una zona on fan els seus nius.
És una de les últimes zones on es troben gats salvatges i bisons en estat salvatge. El conjunt muntanyenc comprèn també un poblament important de marmotes, de cérvols o de senglars. S'hi troben més animals, dels quals prop d'un miler d'insectes, un centenar d'ocells, aproximadament 75 de mamífers, una vintena d'espècies de peixos.

### Flora

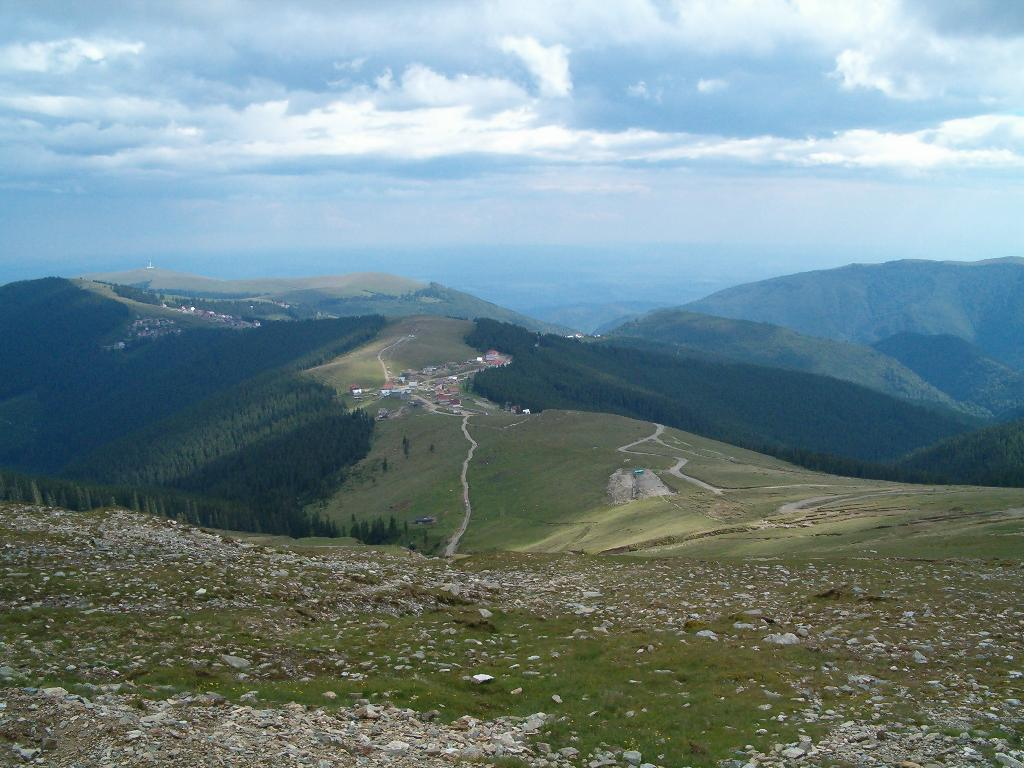
Línia dels arbres al Grup de muntanyes Parâng Límit arbori a Romania

La vegetació dels Carpats es distribueix per zones. Al fons dels vessants, els boscos estan formats principalment per planifolis: roures pedunculats, til·lers de fulla petita i carpins) al nord, i diversos roures (Roure de fulla grossa, Roure cerris, Roure martinenc, hongarès) al sud. La zona muntanyosa, entre 600 m al nord i 650 m al sud, està dominada pel faig europeu i l'avet blanc. Algunes zones (Bile Karpatý, Male Karpatý, Tribeč a l'oest, Vihorlat, Bukovské Vrchý, Bieszczady, així com els Carpats Meridionals) estan quasi totalment compostes de faig. A la majoria de les zones, el faig es barreja amb l'avet blanc, avet roig i fals plàtan. Finalment, algunes zones (Tatra, Moravske Beskydy, Oravska Magura als Carpats occidentals, Gorgany, Czornohora i Munti Bistrei als Carpats orientals) es componen majoritàriament de boscos de coníferes, generalment avets. La zona subalpina, entre els 1.100 m al nord i els 1.400 m al sud, és gairebé totalment d'avet, amb una mica de moixera de guilla.
Uns quants pins pinyoners (així com el làrix europeu a les muntanyes Tatra) apareixen a la línia dels arbres de les serralades més altes (Muntanyes Tatra, Chornohora, Marmeș, Făgăraș, Retezat). Per sobre d'aquest límit apareix una zona de krummholz, amb espessos matolls de pi mugo, ginebre i vern verd. Encara més amunt, hi ha pastures de muntanya, excepte als Tatra, Făgăraș, Parîng i Retezat on els cims són principalment zones rocoses amb poca vegetació. Les muntanyes de Bieszczady als Carpats orientals no tenen bosc d'avets, i la línia de faigs, a uns 1.200 m, domina directament les pastures de muntanya.
Els homes també han marcat el paisatge. Els dacis durant l'Edat antiga i els pastors valacs a l'edat mitjana van ser els primers a habitar determinades zones de l'interior de les muntanyes. En cremar i talar els arbres, van crear molts prats i clars, que són una característica típica del paisatge dels Carpats. L'agricultura només és present al fons dels vessants i a les valls; una forma tradicional de ramat de bestiar, ovelles i cavalls sobreviu als Carpats del sud i l'est d'Ucraïna i Romania, però està desapareixent ràpidament a l'oest. L'explotació forestal és la principal font d'ingressos a moltes regions. En el seu apogeu el segles XIX i XX, va provocar la tala de molts boscos i la seva substitució per avets noruecs. El tall clar encara es fa a Romania i Ucraïna. A l'oest, la gestió forestal tendeix a implicar la regeneració de la fusta de refugi i la tala de selecció.
L'agricultura de la part baixa de les pendents es basa en gran part en blat, patates i civada. La zona ha estat menys afectada pels cicles glacials del Quaternari i conté moltes plantes endèmiques, però menys espècies (un centenar) que els Alps, els Pirineus o les muntanyes dels Balcans. La concentració més alta d'espècies endèmiques és en els Tatras, així com en les altes muntanyes de l'est i del sud dels Carpats. Totes les plantes rares o en perill estan protegides, i les concentracions més altes es troben en reserves naturals. Diverses espècies d'arbres estan protegides, però els líquens, bolets i talòfits de la regió no han estat estudiats en detall.